# Pseudiastata pictiventris
Pseudiastata pictiventris är en tvåvingeart som beskrevs av Wheeler 1960. Pseudiastata pictiventris ingår i släktet Pseudiastata och familjen daggflugor. Inga underarter finns listade i Catalogue of Life.